# Беюц
Беюц (рум. Băiuț) — село у повіті Марамуреш в Румунії. Адміністративний центр комуни Беюц.
Село розташоване на відстані 388 км на північний захід від Бухареста, 31 км на схід від Бая-Маре, 97 км на північ від Клуж-Напоки.

## Населення
За даними перепису населення 2002 року у селі проживали 1729 осіб.
Національний склад населення села:
| Національність | Кількість осіб | Відсоток |
| -------------- | -------------- | -------- |
| румуни         | 923            | 53,4%    |
| угорці         | 796            | 46,0%    |
| німці          | 8              | 0,5%     |

Рідною мовою назвали:
| Мова      | Кількість осіб | Відсоток |
| --------- | -------------- | -------- |
| румунська | 919            | 53,2%    |
| угорська  | 804            | 46,5%    |
| німецька  | 5              | 0,3%     |